# Baron Erskine of Rerrick
Baron Erskine of Rerrick, of Rerrick in the Stewartry of Kircudbright, ist ein erblicher britischer Adelstitel in der Peerage of the United Kingdom.

## Verleihung und Geschichte des Titels
Der Titel wurde am 4. September 1964 für den Bankier Sir John Erskine, 1. Baronet geschaffen, der von 1964 bis 1968 Gouverneur von Nordirland war. Ihm war bereits am 5. Juli 1961 in der Baronetage of the United Kingdom der fortan nachgeordnete Titel Baronet, of Rerrick in the Stewartry of Kircudbright, verliehen worden.
Beide Titel erloschen beim Tod seines Sohnes, des 2. Barons, am 7. Juni 1995.

## Liste der Barons Erskine of Rerrick (1964)
- John Maxwell Erskine, 1. Baron Erskine of Rerrick (1893–1980)
- Iain Maxwell Erskine, 2. Baron Erskine of Rerrick (1926–1995)